# Лазурна (станція)
Лазурний (біл. Лазурная; до 1966 — роз'їзд 215 км) — проміжна залізнична станція Гомельського відділення Білоруської залізниці на електрифікованій лінії Гомель — Жлобин між станцією Костюківка та зупинним пунктом Калінінський. Розташована в агромістечку Більшовик Гомельського району Гомельської області.